# Корньюм
Корньюм (нід. Cornjum, фриз. Koarnjum) — село в нідерландській провінції Фрисландія. Входить до муніципалітету Леуварден.
Його площа становить 4,84км², а населення станом на 2021 рік складало 420 осіб.
Перша згадка про населений пункт датується 1423 роком.

## Галерея

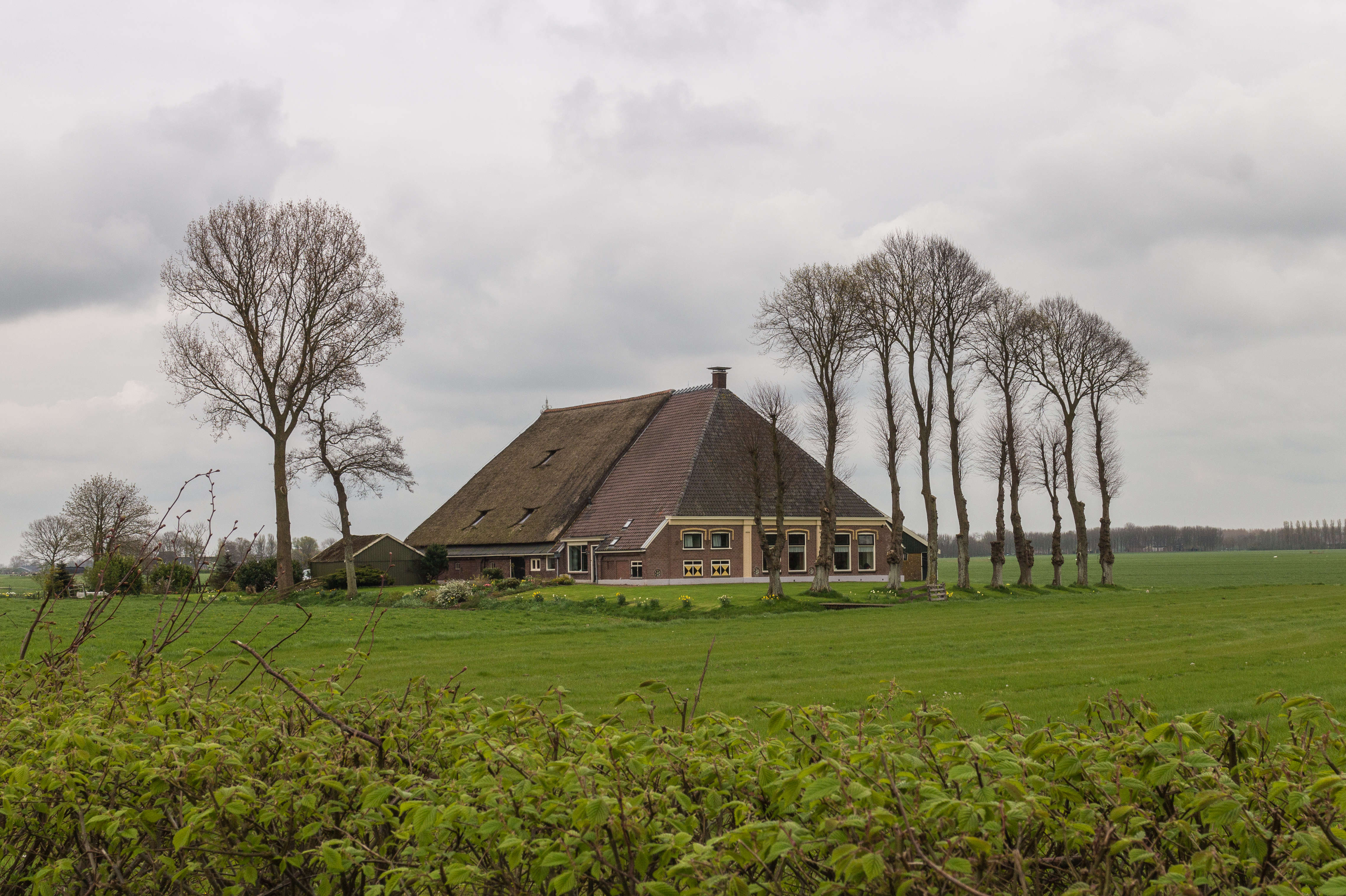
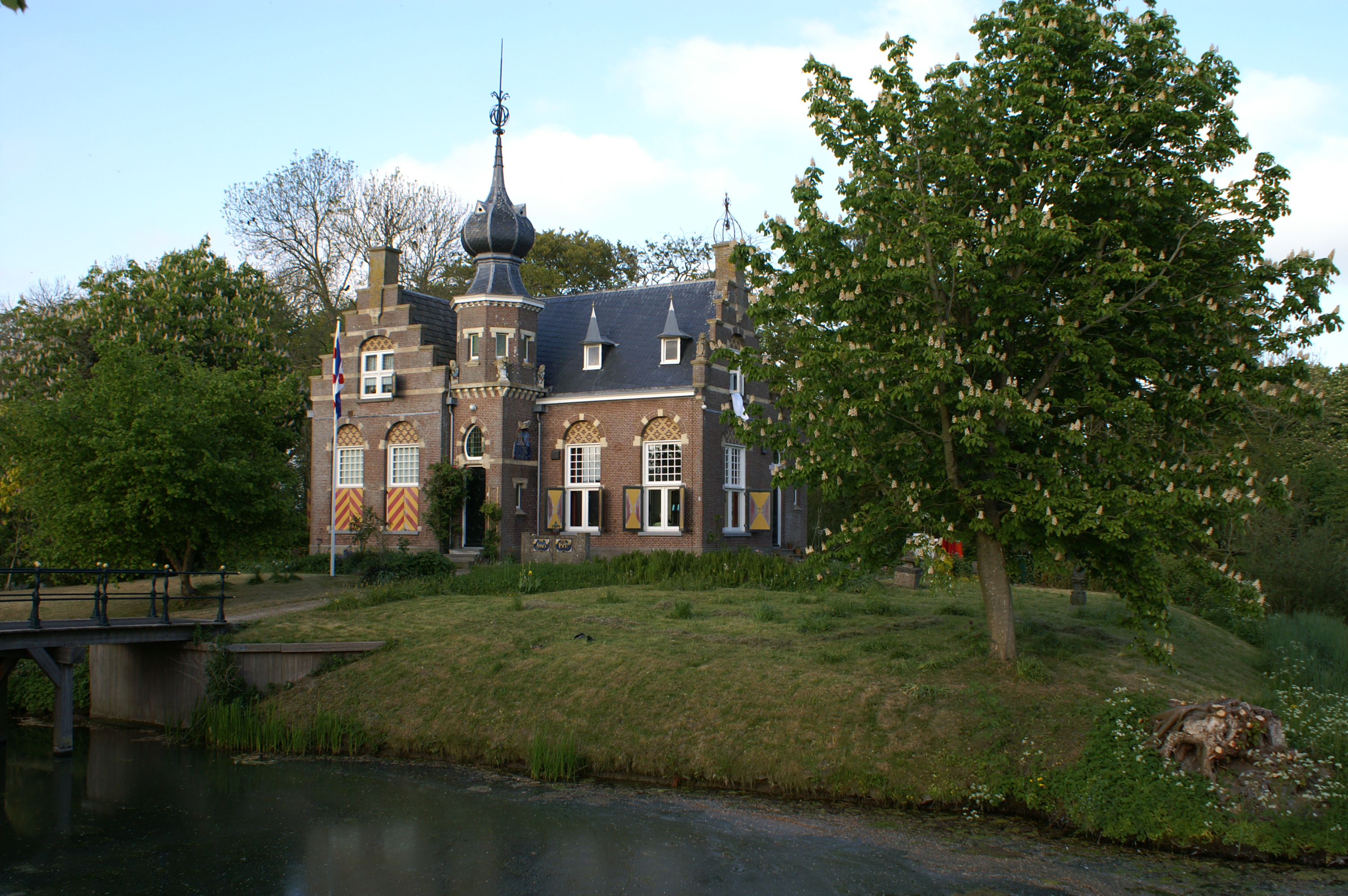
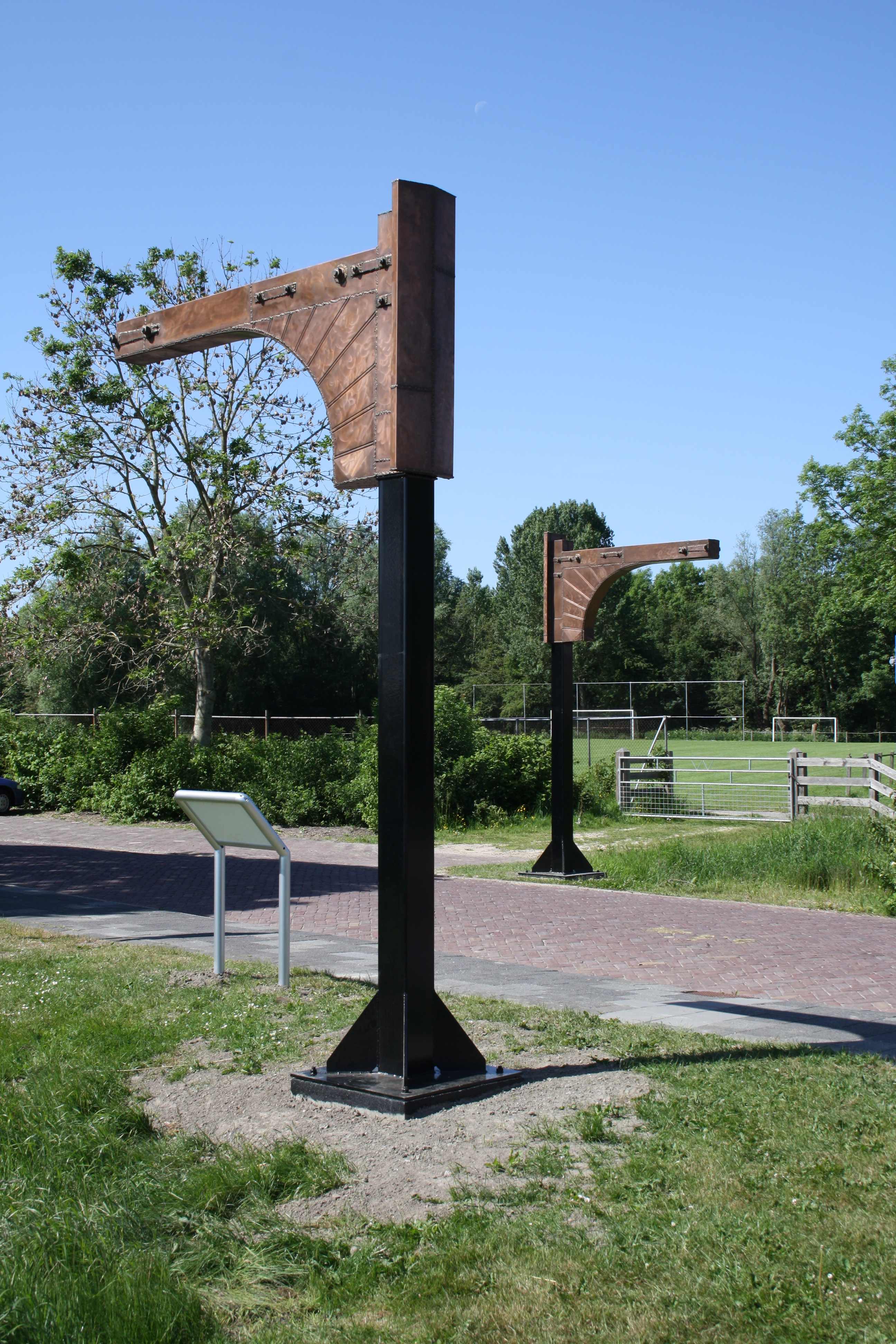